# Holmegaard Glasværk
Holmegaard Glasværk A/S, grundlagt 1825, var en virksomhed beliggende ca. ni kilometer nordøst for Næstved ved Holmegårds Mose, Fensmark, og et af Danmarks ældste glasværker. I 1985 blev det en del af fusionen Royal Copenhagen, dog i 1995 blev emballagedelen solgt fra til Ardagh som nu hedder Ardagh Glass Holmegaard, men kunstdelen gik konkurs i 2008 ved oplevelsescenter under navnet Holmegaard Entertainment. I 2008 blev Holmegaard-mærket overtaget af Rosendahl A/S. I marts 2010 kom den på tvangsauktion. I 2020 er oplevelsescenteret kommet i gang igen med Holmegaard Værk.
Holmegaard Glasværk er grundlagt 5. november 1825. Kort før sin død i 1823 havde Christian Conrad Sophus lensgreve Danneskiold-Samsøe søgt om bevilling til anlægget, for derved at udnytte Holmegaard gods tilhørende mose, men glasværket kom først i gang to år senere under hans enke grevinde Henriette Danneskiold-Samsøes ledelse. Indtil 1831 arbejdedes med én ovn, og der fabrikeredes udelukkende flasker. Fra 1832 fremstilledes også husholdningsglas og sidenhen både kunst- og industriglas på virksomheden. Der blev bygget en ovn til, og fabrikationen af hvidtglas optoges. I 1853 udsendte Holmegaard Glasværk et katalog med mange nye glasformer såsom madeiraglas, lommelærker, hyacintglas, potpourrikrukker og klukglas m.v.
Efter moderens død var sønnen, gehejmekonferensråd og lensgreve Christian Conrad Sophus Danneskiold-Samsøe, indehaver 1845 til 1886. I 1847 anlagdes Kastrup Glasværk, der atter afhændedes 1873, til dette henlagdes fabrikationen af flasker, hvorefter der på Holmegaards Glasværk kun tilvirkedes hvidtglas (fra 1895 ved 3 ovne). Omkring 1850 begyndte glasværket en import af udenlandske glasvarer for at supplere dets egen produktion. I 1857 forpagtedes Godthaab Glasværk ved Helsingør, der senere overgik til De forenede Glasværker.
I 1873 blev instrumentmageren Edvard Jünger kaldt tilbage til Danmark for at blive leder af glasværket, hvilket han var i elleve år.
I 1886 overtoges firmaet af den foregående ejers søn, greve, Ernest Danneskiold-Samsøe (1840-1908) og efter dennes død af hans brodersøn, lensgreve Aage Danneskiold-Samsøe (1886-1945). I 1936 omdannedes virksomheden til et aktieselskab med Christian Grauballe (f. 1879) som adm. direktør; denne var tiltrådt som direktør for virksomheden i 1926.
Glasværket ligger i Fensmark, mens fabrikken tidligere havde et udsalg i Nyhavn 12 i København. Fabriksanlægget er opført 1972 efter tegninger af Svenn Eske Kristensen, og er med sin skulpturelle modernisme et velkendt ikon for området. Adskillige kendte kunstnere og designere har arbejdet for glasværket, især Jacob E. Bang, der blev ansat 1925 og avancerede til kunstnerisk leder ved fabrikken 1928-1941 og siden konsulent 1957-1965. Fra 1942 til 1990'erne var Per Lütken kunstnerisk leder. Michael Bang, søn af Jacob E. Bang, har også medvirket til formgivningen.
I 1965 overtog fabrikken Kastrup Glasværk, som blev lukket 1979. Den ny virksomhed havde Carlsberg og Tuborg som hovedaktionærer, og produktionen blev specialiseret. Så fra 1968 fremstilledes kun industriglas i Kastrup, mens det mundblæste kunstglas produceredes på Sydsjælland. I 1985 indgik virksomheden i Royal Copenhagen (siden Royal Scandinavia), dog blev emballagedelen i 1995 solgt fra til Ardagh som nu hedder Ardagh Glass Holmegaard og bruger 19 mio kubikmeter gas om året. Kunstdelen blev siden frasolgt i 2004 til udviklingsvirksomheden Ibco, der ville omdanne stedet til et oplevelsescenter Holmegaard Entertainment. Det gik konkurs 2008, hvor Holmegaard-mærket blev overtaget af Rosendahl A/S. Den gamle glasværksbygning i Holmegaard kom på tvangsauktion i marts 2010 og blev overtaget af Sparekassen Faaborg.
I 2020 genåbnede stedet under navnet Holmegaard Værk. Det er et museum med et meget stort antal (40.000) Holmegaard-produkter i samlingen som er udstillet, nogle af de mest kendte kan man se tæt på. Desuden demonstrerer skiftende glaskunstnere, hvordan man arbejder med glas og man kan selv prøve at slibe på glas.
Det er almindeligt at tale om glaspustere, men selvom nogle af dem de faktisk puster, hedder de glasmagere.